# Agent tajne sile
Agent tajne sile šesti je studijski album bosanskohercegovačke rock skupine Zabranjeno pušenje objavljen u lipanju 1999. godine u izdanjima Dancing Beara, TLN-Europa, RENOME-a, Nimfa Sounda, Active Time-a.

## Popis pjesama
Izvor: Discogs
| 1.    | »Pismo«                | Davor Sučić              | Sučić | 3:15 |
| 2.    | »Sa Čičkom na Stonese« | Sučić, Mirko Srdić       | Sučić | 3:23 |
| 3.    | »Agent tajne sile«     | Sučić                    | Sučić | 3:26 |
| 4.    | »Tragovi suza«         | Sučić, Srdić, Dino Šaran | Sučić | 3:57 |
| 5.    | »Vještica«             | Sučić, Srdić             | Sučić | 3:07 |
| 6.    | »Izvini jaro, guzim«   | Sučić                    | Sučić | 2:15 |
| 7.    | »Penzioneri«           | Sučić, Srdić             | Sučić | 2:15 |
| 8.    | »Mali Cviko«           | Sučić                    | Sučić | 3:00 |
| 9.    | »Jugo 45«              | Sučić                    | Sučić | 4:59 |
| 10.   | »Dr. Džemidžić«        | Sučić                    | Sučić | 3:07 |
| 11.   | »Pos'o, kuća, birtija« | Sučić, Srdić             | Sučić | 4:28 |
| 12.   | »Pupoljak«             | Srdić                    | Srdić | 5:26 |
| 42:38 |                        |                          |       |      |

## Izvođači i osoblje
Preneseno s omota albuma.
Zabranjeno pušenje
- Davor Sučić – vokal, gitara, prateći vokal
- Mirko Srdić – vokal, prateći vokal
- Marin Gradac – trombon, vokal, prateći vokal
- Predrag Bobić – bas-gitara
- Kristina Biluš – vokal, prateći vokal
- Bruno Urlić – violina, viola, klavijature, prateći vokal
- Branko Trajkov – bubnjevi, udaraljke, prateći vokal
- Sead Kovo – električna gitara, ritam gitara

Gostujući glazbenici
- Cena von Vinkovci – harmonika (skladba 2)
- Vlado Morrison – vokal (skladba 2)

Produkcija
- Davor Sučić – produkcija
- Zlaja Hadžić "Jeff" – produkcija, inženjering zvuka
- Dario Vitez – izvršna podukcija
- Branko Trajkov – asistent

Dizajn
- Dario Vitez – dizajn
- Davor Sučić – dizajn
- Haris Memija – fotografija